# Antonov A-7
Antonov A-7 je bilo sovjetsko vojaško jadralno letalo iz 2. svetovne vojne. Kmalu po začetku operacije Barbarosa se je pojavila potreba po transportnih jadralnih letalih. Konstruktor Oleg Antonov, ki je začel kariero s konstruiranjem jadralnih letal, je ponudil lahko jadralno letalo sprva z oznako RF-8 (Rot Front-8). RF-8 je bil zasnovan na bazi RF-7. 
A-7 je bil povsem lesene konstrukcije. Imel je visoko krilo in uvlačljivo pristajalno podvozje. Kapaciteta je bila 7 vojakov ali 900 kg tovora. Uporabljal se je za oskrbo partizanov za frontno linijo in tudi med bitko za Stalingrad. Velikokrat so izvajali te lete ponoči. 
Vlečna letala so bili po navadi Tupoljev SB-2 ali Iljušin DB-3, DB-3 je lahko vlekel dva A-7.Zgradili so okrog 400 letal A-7.

## Tehnične specifikacije
Splošne značilnosti
- Posadka: 1 pilot
- Število sedežev: 6 vojakov (skupaj 7)
- Dolžina: 10,54 m (34 ft 7 in)
- Razpon kril: 18 m (59 ft 1 in)
- Višina: 1,53 m (5 ft 0 in)
- Površina kril: 23,2 m2 (250 sq ft)
- Teža praznega letala: 955 kg (2.105 lb)
- Bruto teža: 1.760 kg (3.880 lb)
- Maks. vzletna teža: 1.875 kg (4.134 lb)

Zmogljivost
- Maks. hitrost: 300 km/h (186 mph; 162 kn)
- Neprekoračljiva hitrost: 400 km/h (249 mph; 216 kn)
- Razmerje vzgon/upor: 18:1 (po nekaterih virih 22,5:1)